# Voltz
Voltz é uma startup brasileira de veículos elétricos de duas rodas criada em 2017 por Renato Villar. Em 2021, a empresa recebeu um aporte de 100 milhões de reais da Creditas e do UVC, fundo de corporate venture capital do Grupo Ultra.
Em 2023, a empresa admitiu estar passando por problemas financeiros e vem acumulando atrasos nas entregas, com relatos de situações com mais de um ano de atraso, mas afirma que as motos vendidas serão entregues. Além de uma ação de despejo na fábrica de Manaus (AM), a empresa está envolvida em vários processos judiciais e pode entrar em regime de Recuperação Judicial.